# Болл, Лонзо
Лонзо Андерсон Болл (англ. Lonzo Anderson Ball; род. 27 октября 1997 года, Анахайм, Калифорния, США) — американский профессиональный баскетболист, выступающий за команду НБА «Кливленд Кавальерс». Был выбран клубом «Лос-Анджелес Лейкерс» на драфте НБА 2017 года в первом раунде под общим вторым номером. Играет на позиции разыгрывающего. Выступал за команду «УКЛА Брюинз», в составе которой попал в первую сборную All-American.

## Карьера
Лонзо Болл родился в пригороде Лос-Анджелеса, городе Анахайм (Калифорния) в семье ЛаВара и Тины Болл, которые выступали за сборные своих колледжей по баскетболу. ЛаВар (рост 198 см) играл за «Вашингтон Стэйт», а затем перешёл в «Лос-Анджелес Голден Иглс», где за женскую команду играла Тина (рост 180 см). Также ЛаВар на профессиональном уровне играл в американский футбол за клуб «Лондон Монархс» в Мировой лиге американского футбола.
Болл начал играть в баскетбол в возрасте двух лет. Так как он рос вместе с младшими братьями, ЛиАнджело и ЛаМело, они играли вместе, а тренером выступал отец. В средней школе Болл выступал за команду Чино-Хилс. В сезоне 2014-15, он в среднем набирал 25 очков, совершал 11 подборов, отдавал 9,1 результативную передачу, совершал 5 блок-шотов и 5 перехватов. Во втором году вместе с командой завоевал титул чемпиона штата Калифорния с соотношением побед и поражений 35-0, а клуб был назван командой № 1 в США. Также в команду попали два его младших брата. Болл в среднем за матч делал трипл-дабл с показателями 23,9 очка, 11,3 подбора и 11,7 результативных передач.

### Карьера в НБА

#### Лос-Анджелес Лейкерс (2017—2019)
22 июня 2017 года Болл был выбран на драфте НБА 2017 года в первом раунде под вторым номером командой «Лос-Анджелес Лейкерс». В итоге игрок был номинирован на целый ряд наград, включая Приз Нейсмита лучшему игроку года среди старшеклассников, Приз Моргана Вуттена лучшему игроку года, попал в первую сборную старшеклассников по версии USA Today, а также завоевал титул Мистер баскетбол США.
В Летней лиге НБА 2017 года в Лас-Вегасе, Болл стал MVP турнира с результатом 16,3 очка 9,3 результативные передачи, 7,7 подбора, 2,5 перехвата и 1 блок-шот в среднем за матч. Два раза он набирал трипл-дабл, первым в лиге с 2008 года и первый для новичка в Лас-Вегасе. В четырех матчах он делал 10+ результативных передач, став первым в истории лиги игроком, с 10+ передачами в более, чем одной игре. Кроме того, он установил рекорд в 9,3 передач в среднем за матч. 20 октября 2017 года во второй игре регулярного чемпионата ему не хватило одной передачи до трипл-дабл с результатом 29 очков, 11 подборов и 9 результативных передач в матче против «Финикс Санз», что не позволило ему стать самым молодым игроком, набравшим трипл-дабл. В следующем матче набрал 8 очков, 8 подборов и отдал 13 результативных передач, став таким образом самым молодым игроком в истории «Лейкерс», отдавшим 10 и более передач в одном матче, однако его команда проиграла «Нью-Орлеан Пеликанс» со счётом 119—112. 11 ноября его команда проиграла «Милуоки Бакс» со счётом 98-90, а Лонзо с результатом 19 очков, 13 результативных передач и 12 подборов стал самым молодым игроком, набравшим трипл-дабл (в возрасте 20 лет и 15 дней, на пять дней побив рекорд Леброна Джеймса. Выиграв матч, тренер «Бакс» Джейсон Кидд, с которым часто сравнивали Болла за манеру игры сказал, что это не пошло игроку на пользу. Болл, у которого не всегда ладилось с броском, в этом матче забил больше 50 % бросков с игры впервые в профессиональной карьере. 19 ноября игрок записал на свой счёт трипл-дабл из 11 очков, 16 подборов и 11 результативных передач, а команда победила «Денвер Наггетс» со счётом 127—109. Это был второй показатель для новичка-защитника в НБА по подборам после Стива Фрэнсиса, который в сезоне 1999—00 совершил 17 подборов. Также Болл вместе с новичком Беном Симмонсом, Мэджиком Джонсоном, Конни Хокинсом, Артом Уильямсом и Оскаром Робертсоном записал на свой счёт несколько трипл-даблов в первых 20 матчах в НБА. Рождественские игры Болл пропустил из-за травмы левого плеча, полученной в матче против «Портленд Трэйл Блэйзерс». В семи матчах до травмы игроку удалось существенно улучшить статистику бросков с 34,9 % с игры и 29,7 % с трёхочковой дуги до 44 и 44,2 % соответственно. Вернулся в игру после шести пропущенных матчей, отыграл пять и 13 января 2018 года получил травму левого колена в матче против «Даллас Маверикс». Предполагалось, что лечение займет от одной до трёх недель. Болл был выбран для участия в матче новичков НБА, проходившем в рамках звёздного уикенда НБА, однако был вынужден пропустить соревнование из-за травмы. Вернулся на паркет после перерыва на звёздный уикенд и в общей сложности пропустил 15 игр. 23 февраля впервые вышел не в стартовой пятёрке, отыграл 17 минут, за которые набрал 9 очков, совершил 7 подборов и отдал 6 результативных передач, а его команда обыграла «Маверикс» со счётом 124—102. Из-за повреждения тренерский штаб был вынужден сократить игровое время Болла, особенно в гостевых матчах. 22 мая 2018 года игрок был выбран во вторую сборную новичков НБА.
Перед началом сезона 2018—19 игрок успешно перенес операцию на мениск левого колена. Тренер Люк Уолтон отмечал, что игрок некоторое время после возвращения будет играть с осторожностью. Также перед началом сезона к «Лейкерс» присоединился Рэджон Рондо, который должен был стать наставником молодого игрока. 15 декабря 2018 года в победном матче против «Шарлотт Хорнетс» (128—100) Лонзо Болл и Леброн Джеймс стали первыми одноклубниками с 2007 года, которым удалось совершить по трипл-даблу. Болл набрал 16 очков, совершил 10 подборов и отдал 10 результативных передач; Джеймс набрал 24 очка, совершил 12 подборов и отдал 11 результативных передач. Последними в истории «Лейкерс» игроками, совершившими трипл-дабл были Мэджик Джонсон и Карим Абдул Джаббар в 1982 году. Для Болла это был первый трипл-дабл во втором сезоне и третий в карьере.

#### Нью-Орлеан Пеликанс (2019—2021)
6 июля 2019 года был обменян вместе с Брэндоном Ингрэмом, Джошом Хартом и тремя пиками первого раунда драфта в «Нью-Орлеан Пеликанс» на Энтони Дэвиса..

#### Чикаго Буллз (2021—2025)
8 августа 2021 года Болл был обменян в «Чикаго Буллз» в рамках сделки сайн-энд-трейд, при этом «Пеликанс» получили Томаша Саторански, Гаррета Темпла и выбор на драфте. 20 октября Болл дебютировал в составе «Буллз», набрав 12 очков, шесть подборов и четыре передачи в победе над «Детройт Пистонс». 22 октября он сделал трипл-дабл, набрав 17 очков, 10 подборов и 10 передач в победе над «Нью-Орлеан Пеликанс». 20 января 2022 года, после того как он пропустил три игры из-за разрыва мениска, «Буллз» объявили, что Болл перенесет операцию на левом колене и пропустит от 6 до 8 недель. 6 апреля он выбыл до конца сезона после того, как почувствовал боль во время реабилитации при увеличении физической нагрузки. Он сыграл в сезоне в 35 играх, что стало наименьшим показателем в его карьере.
21 февраля 2023 года «Буллз» объявили, что Болл выбыл до конца сезона 2022/23 в связи с тем, что испытывает дискомфорт во время тренировок. В сезоне 2022/23 Болл вообще не выходил на площадку. 16 марта 2023 года он перенес операцию по пересадке хряща в левом колене. В июне 2023 года вице-президент «Буллз» Артурас Карнишовас заявил, что команда не ожидает, что он сможет играть в сезоне 2023/24. В декабре главный тренер «Чикаго» Билли Донован сказал, что Болл должен начать бегать в январе 2024 года. В мае 2024 года Болл сообщил, что ему также пересадили мениск в колене.
В июле 2024 года Болл получил разрешение на участие в полноконтактных матчах «пять на пять». В августе он начал участвовать в тренировках и не испытывал никаких проблем. 16 октября Болл впервые с 14 января 2022 года сыграл в предсезонной игре против «Миннесоты Тимбервулвз». 23 октября Болл вернулся в регулярный сезон в стартовой игре «Буллз», набрав пять очков, два подбора и четыре передачи за 14 минут игры в матче с «Нью-Орлеан Пеликанс» (123-111). 12 января 2025 года он впервые за почти три года вышел на площадку, набрав 15 очков и сделав три передачи в матче с «Сакраменто Кингз» (124-119). Через две недели, 27 января, он набрал максимальные за сезон 18 очков в матче с «Денвер Наггетс» (129-121).
5 февраля 2025 года Болл и «Буллз» договорились о продлении контракта на два года и 20 млн долларов.

#### Кливленд Кавальерс (2025–настоящее время)
6 июля 2025 года Болл был обменян в «Кливленд Кавальерс» на Айзека Окоро.

## Личная жизнь
Два брата Лонзо, Ламело, Лианджело также согласились выступать за «УКЛА» на уровне колледжей.
Профессиональную карьеру начал не с подписания контрактов с крупными поставщиками одежды Nike, Adidas и Under Armour, а с развития собственного бизнеса и торговой марки Big Baller Brand. В мае 2017 года компания Big Baller Brand анонсировала релиз первых кроссовок Болла, ZO2. Итоговая цена в $495 вызвала волну критики от известных деятелей культуры и спорта, а также в социальных медиа. В ответ на критику ЛаВар 4 мая оставил твит: «Если не можешь позволить себе ZO2, ты не БИГ БОЛЛЕР!»
В августе 2017 года ЛаВар Болл и его сыновья на платформе Facebook опубликовали первый эпизод реалити-шоу «Ball In The Family».
В сентябре 2017 года Лонзо записал первый официальный рэп-сингл «Melo Ball 1», который записал вместе с Кеннетом Пэйджем. Сингл он посвятил своему 16-летнему младшему брату ЛаМэло.
В октябре 2017 года Лонзо выпустил еще один сингл, который назвал «Super Saiyan», который отсылал к популярному анимэ и манга Dragon Ball Z. В треке он сравнивает себя с главным героем Гоку.
В марте 2019 года Болл заявил ESPN, что разорвал отношения с менеджером и соучредителем BBB Аланом Фостером, обвинив его в обогащении за счет бизнеса и личных финансов Болла. В частности, он заявил, что 1,5 миллиона долларов из его личных денег пропали. Кроме того, «Лейкерс» выразили обеспокоенность качеством обуви Болла, посчитав, что это может стать причиной его травм лодыжки. Вскоре после этого Болл удалил упоминания о BBB со своих страниц в социальных сетях, сменил аватар на детскую фотографию в футболке с логотипом Nike, навсегда скрыл свою татуировку BBB и опубликовал свою фотографию в Instagram с подписью «Moving on to bigger and better #MyOwnMan». Болл и его семья также упоминали об идее полного прекращения существования Big Baller Brand после увольнения Алана Фостера.

## Достижения
- 2-я сборная новичков НБА (2018)
- 1-я всеамериканская сборная NCAA (2017)
- 1-я сборная всех звёзд конф-ции Pac-12 (2017)
- Лидер I дивизиона NCAA по передачам (2017)
- Первокурсник года по версии USBWA (2017)
- Новичок года конференции Pac-12 (2017)
- Мистер баскетбол США (2016)
- Приз Нейсмита лучшему игроку года среди старшеклассников (2016)
- Участник McDonald’s All-American (2016)
- Мистер баскетбол Калифорнии (2016)
- Игрок года по версии Los Angeles Times (2016)[59]

## Статистика

### Статистика в НБА
| Сезон                                                                                    | Команда    | Регулярный сезон | Регулярный сезон | Регулярный сезон | Регулярный сезон | Регулярный сезон | Регулярный сезон | Регулярный сезон | Регулярный сезон | Регулярный сезон | Регулярный сезон | Регулярный сезон | Серия плей-офф | Серия плей-офф | Серия плей-офф | Серия плей-офф | Серия плей-офф | Серия плей-офф | Серия плей-офф | Серия плей-офф | Серия плей-офф | Серия плей-офф | Серия плей-офф |
| Сезон                                                                                    | Команда    | GP               | GS               | MPG              | FG%              | 3P%              | FT%              | RPG              | APG              | SPG              | BPG              | PPG              | GP             | GS             | MPG            | FG%            | 3P%            | FT%            | RPG            | APG            | SPG            | BPG            | PPG            |
| ---------------------------------------------------------------------------------------- | ---------- | ---------------- | ---------------- | ---------------- | ---------------- | ---------------- | ---------------- | ---------------- | ---------------- | ---------------- | ---------------- | ---------------- | -------------- | -------------- | -------------- | -------------- | -------------- | -------------- | -------------- | -------------- | -------------- | -------------- | -------------- |
| 2017/18                                                                                  | Лейкерс    | 52               | 50               | 34,2             | 36,0             | 30,5             | 45,1             | 6,9              | 7,2              | 1,7              | 0,8              | 10,2             | Не участвовал  | Не участвовал  | Не участвовал  | Не участвовал  | Не участвовал  | Не участвовал  | Не участвовал  | Не участвовал  | Не участвовал  | Не участвовал  | Не участвовал  |
| 2018/19                                                                                  | Лейкерс    | 47               | 45               | 30,3             | 40,6             | 32,9             | 41,7             | 5,3              | 5,4              | 1,5              | 0,4              | 9,9              | Не участвовал  | Не участвовал  | Не участвовал  | Не участвовал  | Не участвовал  | Не участвовал  | Не участвовал  | Не участвовал  | Не участвовал  | Не участвовал  | Не участвовал  |
| 2019/20                                                                                  | Нью-Орлеан | 63               | 54               | 32,1             | 40,3             | 37,5             | 56,6             | 6,1              | 7,0              | 1,4              | 0,6              | 11,8             | Не участвовал  | Не участвовал  | Не участвовал  | Не участвовал  | Не участвовал  | Не участвовал  | Не участвовал  | Не участвовал  | Не участвовал  | Не участвовал  | Не участвовал  |
| 2020/21                                                                                  | Нью-Орлеан | 55               | 55               | 31,8             | 41,4             | 37,8             | 78,1             | 4,8              | 5,7              | 1,5              | 0,6              | 14,6             | Не участвовал  | Не участвовал  | Не участвовал  | Не участвовал  | Не участвовал  | Не участвовал  | Не участвовал  | Не участвовал  | Не участвовал  | Не участвовал  | Не участвовал  |
| 2021/22                                                                                  | Чикаго     | 35               | 35               | 34,6             | 42,3             | 42,3             | 75,0             | 5,4              | 5,1              | 1,8              | 0,9              | 13,0             | Не участвовал  | Не участвовал  | Не участвовал  | Не участвовал  | Не участвовал  | Не участвовал  | Не участвовал  | Не участвовал  | Не участвовал  | Не участвовал  | Не участвовал  |
| 2024/25                                                                                  | Чикаго     | 35               | 14               | 22,2             | 36,6             | 34,4             | 81,5             | 3,4              | 3,3              | 1,3              | 0,5              | 7,6              | Не участвовал  | Не участвовал  | Не участвовал  | Не участвовал  | Не участвовал  | Не участвовал  | Не участвовал  | Не участвовал  | Не участвовал  | Не участвовал  | Не участвовал  |
|                                                                                          | Всего      | 287              | 253              | 31,2             | 39,8             | 36,2             | 59,9             | 5,5              | 5,8              | 1,5              | 0,6              | 11,4             | Не участвовал  | Не участвовал  | Не участвовал  | Не участвовал  | Не участвовал  | Не участвовал  | Не участвовал  | Не участвовал  | Не участвовал  | Не участвовал  | Не участвовал  |
| Наведите курсор мыши на аббревиатуры в заголовке таблицы, чтобы прочесть их расшифровку. |            |                  |                  |                  |                  |                  |                  |                  |                  |                  |                  |                  |                |                |                |                |                |                |                |                |                |                |                |

### Статистика в NCAA
| Сезон | Команда | Conf   | Class | GP | GS | MPG  | FG%  | 3P%  | FT%  | RPG | APG | SPG | BPG | PPG  |
| --- | ------- | ------ | ----- | -- | -- | ---- | ---- | ---- | ---- | --- | --- | --- | --- | ---- |
| 2016/17 | УКЛА    | Pac-12 | FR    | 36 | 36 | 35,1 | 55,1 | 41,2 | 67,3 | 6,0 | 7,6 | 1,8 | 0,8 | 14,6 |
| Всего | Всего   | Всего  | Всего | 36 | 36 | 35,1 | 55,1 | 41,2 | 67,3 | 6,0 | 7,6 | 1,8 | 0,8 | 14,6 |
| Наведите курсор мыши на аббревиатуры в заголовке таблицы, чтобы прочесть их расшифровку Статистика приведена с сайта sports-reference.com |         |        |       |    |    |      |      |      |      |     |     |     |     |      |